# Borovník
Borovník község Csehországban, Brno-vidéki járásban. Borovník Březí, Níhov, Rojetín és Rozseč településekkel határos. Lakosainak száma 111 fő (2024. január 1.).

## Népesség
A település lakosságának változását az alábbi diagram mutatja:
| Lakosok száma | 178  | 166  | 158  | 114  | 84   | 87   | 99   | 102  | 107  | 111  |
|               | 1869 | 1890 | 1921 | 1950 | 1980 | 2001 | 2017 | 2019 | 2022 | 2024 |